# 银河战士Prime 2 黑暗回音
《银河战士Prime 2 黑暗回音》（美版名译“银河战士Prime 2：回声”），是由Retro Studio开发，任天堂为GameCube游戏机发行的第一人称动作冒险游戏。游戏是银河战士系列第7部游戏，为《银河战士Prime》的直系续作，也是系列首部支持多人模式的游戏。《黑暗回音》于2004年在北美、欧洲、澳洲发行，2005年在日本发行。